# Геркулес на перетині шляхів
Геркулес на перетині шляхів — картина на міфологічний сюжет пензля італійського художника Аннібале Каррачі. Зберігається в музеї Каподімонте.

## Талановитий Аннібале
Серед художників родини Каррачі особливо виділявся своїм значним обдаруванням — Аннібалє Каррачі. Добрий католик, він плідно працював над оздобленням католицьких храмів, створюючи вівтарні картини, релігійні образа тощо. Але зустрічі з іноземними майстрами північноєвропейських країн, знайомство з їх творами в Римі, куди він перебрався з Болоньї, породили бажання позмагатися з ними в жанрах, мало розвинутих в Італії. Так, з'явилися картини побутового характеру та пейзажі і серед творів Каррачі. Він ще не наважувався малювати і в картині безпосередньо побачене в саду чи з вікна, як це робили сміливці Пітер Брейгель Старший, Альбрехт Дюрер, пізніше — Веласкес. Але натурні замальовки дерев, пейзажних мотивів, архітектурних споруд були. І вже на їх основі Аннібалє і створював свої пейзажі в майстерні, переробляючи і прикрашаючи натурні замальовки, боячись пустити буденну реальність в свої картини. Аннібалє був у полоні Величної манери, яка цього не дозволяла. Бачена реальність за вікном і реальність картинна у Аннібалє -не збігались. Цей кордон поки що перейшов лише Караваджо.

## Поєднання філософії та краси

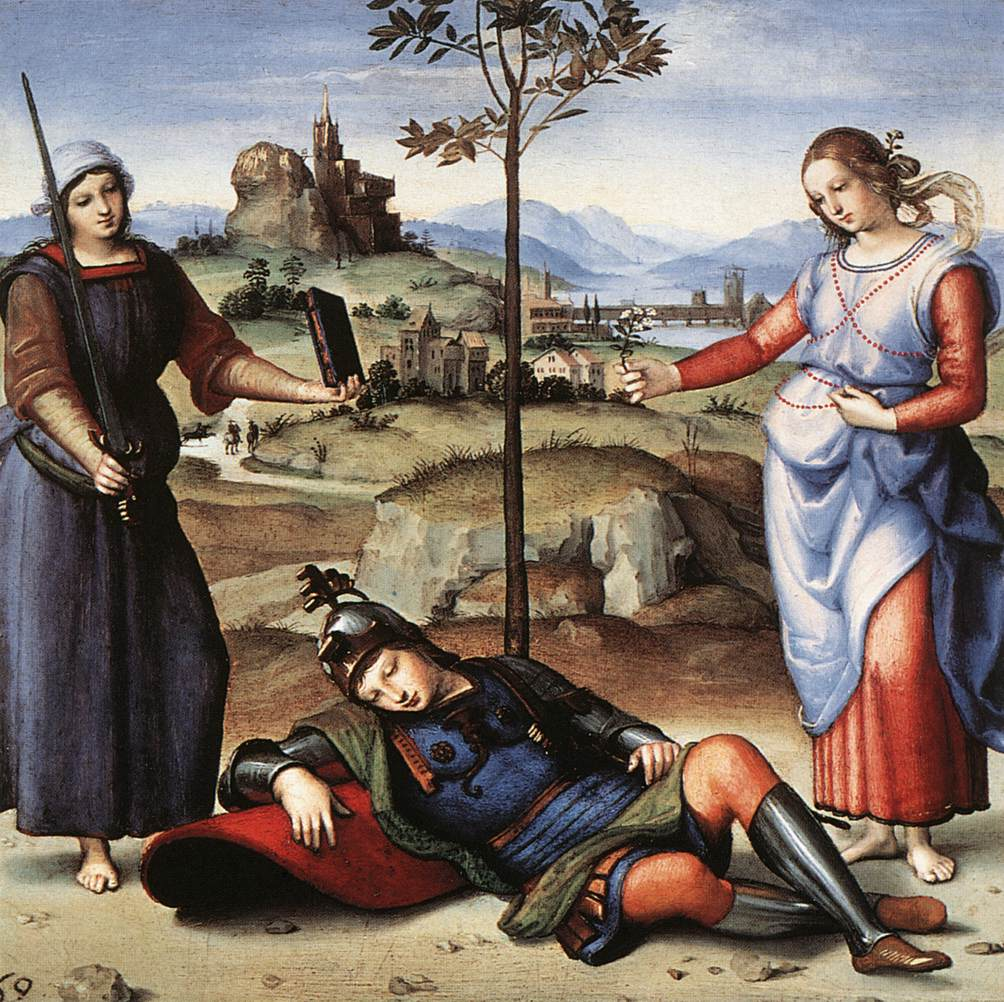
Худ. Рафаель Санті. Сон лицаря

Поєднанням філософії та краси так званої Величної манери стала і картина " Геркулес на перетині шляхів ". Цей сюжет розробляло багато майстрів і до Аннібале, і після нього. Звертався до цього сюжету і Рафаель Санті на початковому етапі своєї творчості (картина «Сон лицаря»). А Рафаель був великим авторитетом для Аннібале.
На видовженій картині три привабливі постаті. Посередині античний герой Геркулес з палицею, що в 17 столітті стала таким же атрибутом Геркулеса, як скляночка з парфумами у Марії Магдалини або меч у апостола Павла. Поряд дві алегоричні жіночі постаті — Насолода та Доброчинність. За сюжетом, у Геркулеса був момент, коли той обирав свій майбутній шлях — чи піти шляхом доброчинності, чи — насолод. Доброчинність кликала героя за собою, не приховуючи, що шлях буде важким, як гірська дорога, але приведе до перемог та слави. Насолода обіцяла свята та дарунки легковажного життя без перемог, важких шляхів, але і без слави. Геркулес повагався, але обрав шлях доброчинності. Момент вагань Геркулеса і зобразив художник.
Італійські багатії вимагали еротичних натяків, якщо картина мала міфологічний сюжет. На недостатню еротичність одної картини Джованні Белліні йому вказали замовники, і той був вимушений перемалювати деталі. Аннібалє сконцентрував найбільшу еротичність в фігурі Насолод, з напівпрозорим одягом якої так легковажно грає не знаючий людського сорому — вітерець.